# Борисово (Пестяковский район)
Борисово — деревня в Пестяковском районе Ивановской области России, входит в состав Пестяковского сельского поселения.

## География
Деревня расположена в 9 км на запад от райцентра рабочего посёлка Пестяки.

## История
Деревня впервые упоминается в 1621 году в жалованной грамоте царя Михаила Федоровича князю Д.М. Пожарскому. 
В конце XIX — начале XX века деревня входила в состав Нижнеландеховской волости Гороховецкого уезда Владимирской губернии, с 1925 года — в составе Пестяковской волости Шуйского уезда Иваново-Вознесенской губернии. В 1859 году в деревне числилось 8 дворов, в 1905 году — 8 дворов.
С 1929 года деревня входила в состав Филятского сельсовета Ландеховского района, с 1931 года — в составе Пестяковского района, с 2005 года — в составе Пестяковского сельского поселения.

## Население
| 1859 | 1905 | 2010 |
| ---- | ---- | ---- |
| 38   | ↗47  | ↘8   |